# Israil Markowitsch Jampolski
Israil Markowitsch Jampolski (russisch Израиль Маркович Ямпольский, wiss. Transliteration Izrail' Markovič Jampol'skij; geb. 8. Novemberjul. / 21. November 1905greg.  in Jekaterinoslaw, Russisches Kaiserreich; gest. 20. September 1976 in Moskau, Sowjetunion) war ein sowjetischer Musikwissenschaftler, Geiger und Pädagoge.

## Leben
Jampolski wurde in Jekaterinoslaw in eine Musikerfamilie geboren. Er war ein Neffe des Geigers und Musikpädagogen Abram Iljitsch Jampolski (1890–1956) und der Sohn des Cellisten Mark Iljitsch Jampolski (1879–1951). In den Jahren 1927–1929 spielte er im Persimfans. 1930 absolvierte er das Moskauer Konservatorium, wo er bei seinem Onkel Abram Iljitsch Jampolski Violine studiert hatte, Komposition bei Reinhold Glière und Nikolai Mjaskowski und Musikgeschichte bei Konstantin Kusnezow. In den Jahren 1927–1932 gab er Konzerte und ab 1931 unterrichtete er Violine an der Gnessin-Schule und an der Zentralen Musikschule Moskau. Von 1935 bis 1949 unterrichtete er am Moskauer Konservatorium, wo er Dozent für Geschichte und Theorie der Geigenkunst war. 1940 promovierte er in Kunstgeschichte mit einer Dissertation über die Grundlagen der Geigengrifftechnik. Neben seiner Lehrtätigkeit arbeitete Jampolski auch in Musikverlagen, und ab 1953 war er Musikkritiker für das Sowinform-Büro.
In den Jahren 1950–1959 war er wissenschaftlicher Redakteur der Sowjetischen Enzyklopädie, ab 1973 stellvertretender Chefredakteur der Musykalnaja enziklopedija.
Die Hauptgebiete der wissenschaftlichen Tätigkeit Jampolskis waren die Geschichte und Theorie der Geigenkunst, Fragen der Aufführung, ausländische Musik und ihre Verbindungen mit der russischen Musikkultur. Jampolski schrieb eine wichtige Reihe von Monographien über die Geige und über verschiedene Geiger. Er ist der Autor von mehr als tausend Artikeln in sowjetischen und ausländischen Musikzeitschriften, einem monumentalen Werk mit dem Titel Russische Geigenkunst (Moskau, 1951) und von Sowjetische Komponisten und Musikwissenschaftler (Moskau, 1978, zusammen mit Grigori Bernandt).
Jampolski beteiligte sich auch (zusammen mit Boris Schteinpress) an der Erstellung des Enzyklopädischen Wörterbuchs der Musik (Ėnciklopedičeskij muzykal'nyj slovar' ), der damals größten derartigen Publikation in der Sowjetunion, und eines biobibliographischen Wörterbuchs von Musikkritikern und Personen, die im vorrevolutionären Russland und in der UdSSR über Musik geschrieben haben, mit dem Titel: Wer über Musik schrieb (Кто писал о музыке: Moskau, 1971–1979, ebenfalls zusammen mit Grigori Bernandt). Er ist der Autor einer Reihe von Artikeln in den Grove-Musik-und-Musiker-Lexika (von 1954 und 1980).
1967 wurde sein The Principles of Violin Fingering im Westen mit einem Vorwort von David Oistrach veröffentlicht. Die Originalausgabe mit dem Titel Osnowy skripitschnoi applikatury (Основы скрипичной аппликатуры; Grundlagen der Geigengrifftechnik) stammt aus dem Jahr 1933 und war ein Aufsatz, der im Rahmen seiner Promotion verfasst wurde.
Er ist auf dem Donskoi-Friedhof begraben.

## Publikationen
- Osnowy skripitschnoi applikatury  / Основы скрипичной аппликатуры, М., 1933, перераб. и доп. изд., 1955
- Russische Geigenkunst: Essays und Materialien (Русское скрипичное искусство: очерки и материалы). - Moskau, 1951 (russ.)
- Arcangelo Corelli. - Moskau, 1953 (zusammen mit Konstantin Kusnezow) (russ.)
- Henryk Wieniawski. - М., 1955 (russ.)
- George Enescu. - М., 1956 (russ.)
- Musik aus Jugoslawien (Музыка Югославии). - М., 1958 (russ.)
- Enzyklopädisches Wörterbuch der Musik (Энциклопедический музыкальный словарь). - Moskau, 1959, zweite Auflage 1966 (gemeinsam mit Boris Schteinpress) (russ.)
- Niccolo Paganini: Leben und Werk. - Moskau, 1961, zweite Auflage 1968 (russ.)
- Sonaten und Partiten für Violine solo von Johann Sebastian Bach. - М., 1963 (russ.)
- David Oistrach. - Moskau, 1964, zweite Auflage 1968 (russ.)
- Wer über Musik schrieb (Кто писал о музыке) - Moskau, 1971–1979 (zusammen mit Grigori Bernandt) [Kto pisal o muzyke? : Bio-bibliografičeskij slovar' myzykal'nych kritikov i lic, pisavšich o muzyke v dorevoljucionnoj Rossii i SSSR] (russ.)
- Daniel Shafran. - М., 1974 (russ.)
- Fritz Kreisler: Leben und Werk. - М., 1975 (russ.)
- (I. M. Yampolsky): The Principles of Violin Fingering. Oxford University Press, 1967 (engl.)
- Sowjetische Komponisten und Musikwissenschaftler (Советские композиторы и музыковеды). - Moskau, 1978 (zusammen mit Grigori Bernandt) (russ.)